# غونتر داكوين
غونتر دالكوين (بالألمانية: Gunter d’Alquen) (15 مايو 1998 24 أكتوبر 1910) رئيس تحرير صحيفة داس شوارتز كوربس الجريدة الرسمية لشوتزشتافل ( "فيلق الأسود").

## حياته
ولد جونتر دالكوين لرجل أعمال كاثوليكي وضابط احتياطي يدعى كارل دالكوين، في إيسن في 24 أكتوبر 1910.  التحق بمدرسة قواعد اللغة في إسن وانضم إلى شباب هتلر في عام 1925. في عام 1926، أصبح عضوًا في كتيبة العاصفة، وبعمر 17 عامًا انضم إلى الحزب النازي.
كان نشطًا في اتحاد الطلاب الألمان الاشتراكي الوطني. أصبح عضوا في الشوتزشتافلفي 10 أبريل 1931. لم يكمل دراسته في التاريخ وعلم اللغة، وبدلاً من ذلك انتقل إلى مهنة الصحافة. من عام 1932، كان مراسلًا سياسيًا لهيئة تحرير فولكشر بيوباختر. أثار هنا أهتمام هاينريش هيملر، الذي عينه رئيس تحرير داس شوارتز كوربس في مارس 1935.

## الحياة في وقت لاحق
بعد الحرب، نفى دالكوين أي معرفة بمعسكرات الإبادة النازية. حكم عليه بالسجن 10 سنوات. 
في يوليو 1955، حكمت محكمة دالتشن في برلين على دالكوين بدفع غرامة قدرها 60.000 مارك ألماني، تليها خسارة حقوق التقاعد لمدة ثلاث سنوات. وقد أدين بأنه لعب دورًا مهمًا في دعاية الحرب والتحريض ضد الكنائس واليهود والأجانب في الدولة النازية. بعد مزيد من التحقيق في دخل دالكوين من هذا النشاط، حُكم عليه بدفع غرامة أخرى قدرها 28000 مارك ألماني في يناير 1958.
وفقا للمخابرات البريطانية، كان عضوا في دائرة ناومن.  في أواخر الخمسينيات، أصبحت دالكوين مساهمًا في مصنع للنسيج في مونشنغلادباخ.
توفي في 15 مايو 1998 في مونشنغلادباخ.

## الجوائز
- الصليب الحديدي من الدرجة الثانية
- صليب الاستحقاق الحربي، الدرجة الثانية
- شارة الهجوم العام
- شارة الحزب الذهبية
- خاتم شرف إس إس ووسام الفارس الصليبي الحديدي

## روابط خارجية
- غونتر داكوين على موقع مونزينجر (الألمانية)